# Agricultural Ontology Service
Agricultural Ontology Service (AOS) o Server di concetti del Servizio di Ontologia Agricola (SOA/SC) è un'iniziativa con l'obiettivo di strutturare e standardizzare la terminologia agricola in diverse lingue. Questa iniziativa, insieme ad altri servizi, è pensata per essere di supporto a tutti i sistemi informativi nel campo dell'agricoltura.
L'obiettivo del Servizio di Ontologia Agricola è ottenere l'interoperabilità tra sistemi informativi sull'agricoltura. Applicare gli standards promossi attraverso il Servizio di Ontologia Agricola comporterà una migliore indicizzazione ed un più efficace reperimento delle risorse bibliografiche in ambito agricolo.
Gli scopi del Servizio di Ontologia Agricola si concretizzano assistendo i partner della comunità nella costruzione di ontologie. Un'ontologia (informatica) è un sistema che contiene concetti, la definizione dei concetti e la specificazione delle relazioni tra questi. Per chi proviene dal mondo delle biblioteche, un thesaurus può essere interpretato come una semplice ontologia, i. e. una gerarchia concettuale costruita da termini che sono relazionati tra loro attraverso poche relazioni molto generiche.
Un'ontologia va oltre questa definizione, permettendo la creazione di concetti più formali, più specifici e di relazioni più complesse come anche di vincoli e di regole.
Un'ontologia cattura e struttura la conoscenza all'interno di un ambito, di conseguenza cattura il significato dei concetti che sono specifici dell'ambito stesso.
Questo significato sarà quindi disponibile agli utenti attraverso l'uso di strumenti (i. e. applicazioni per l'indicizzazione o per la ricerca o il reperimento dell'informazione) applicati nell'ontologia.

## Servizio di Ontologia (AOS) Agricola: Motivazione
Nel settore agricolo sono numerosi i vocabolari controllati autorevoli; tra questi il Thesaurus AGROVOC della FAO, il Thesaurus CAB ed il Thesaurus della Biblioteca Nazionale dell'Agricoltura negli Stati Uniti. Tuttavia, affinché gli strumenti semantici siano totalmente efficaci su Internet, è necessario rivedere il tradizionale approccio al “thesaurus” e muoversi verso tecniche più moderne che siano più adatte all'ambiente WEB, come lo sviluppo delle “ontologie”. L'ontologia, nella gestione dell'informazione, è un concetto che sta emergendo dalle numerose iniziative del Web Semantico. In breve, nel contesto di AOS, un'ontologia può essere definita come un sistema di organizzazione della conoscenza semantica che contiene i concetti ed i loro termini, le definizioni di tali concetti e termini, e la specificazione delle relazioni tra essi.

## Relazioni Ontologiche
Le relazioni ontologiche contribuiscono ad eliminare la necessità di effettuare ricerche multiple.
Ad esempio, gli utenti potrebbero essere interessati a trovare delle risorse sui vari tipi di infestazione di pomodori. Al posto di effettuare ricerche multiple per ogni tipo di infestazione (ad esempio “pomodori AND virus del mosaico del pomodoro”, “pomodori AND avvizzimento causato da funghi”) si potrà richiedere di utilizzare una relazione ontologica formalmente definita, ad esempio “agente infettivo” e “pomodori”.
Se ogni risorsa relativa all'infestazione dei pomodori è stata indicizzata nel sistema utilizzando questa relazione, si potranno evitare le ricerche multiple, riuscendo a reperire semplicemente, attraverso una richiesta singola, solo le informazioni di cui si necessita.

## Server di Concetto (AOS/CS)
Il http://www.fao.org/aims/index_en.jsp?callingPage=cs.htm è il primo passo verso un “Servizio di Ontologia”.
Il Server di Concetto funzionerà come ausilio per strutturare e standardizzare la terminologia agricola in una vasta gamma di sistemi nel settore agricolo.
Si prevede che possa rappresentare la nascita della terminologia agricola strutturata e standardizzata.
Il Server di Concetto fornirà un'ontologia di base nel settore agricolo a partire dalla quale gli utenti potranno costruire ontologie più dettagliate e settoriali.
Il progetto prevede attualmente un sistema online cui si può avere accesso per modellare e gestire la terminologia agricola. Manutentori selezionati si occuperanno della gestione, modellazione e manutenzione del sistema. Gli utenti pubblici potranno navigare, scaricare parte dell'ontologia o l'ontologia per intero in vari formati, oltre a consultare altri servizi (di ricerca, traduzione, etc.).
Nel tentativo di creare un Server di Concetto (CS) il thesaurus multilingue AGROVOC rappresenta il punto di partenza. È necessario ristrutturarlo dall'attuale “sistema basato su termini” ad un “sistema basato su concetti”. I difetti attuali nel modello concettuale dovranno essere rivisti e sarà necessario aggiungervi definizioni e vincoli. Inoltre, le relazioni del thesaurus tradizionale sono molto generiche e necessitano di essere raffinate.
A questo proposito sono state identificate una serie di http://www.fao.org/aims/index_en.jsp?callingPage=cs_relationships.htm che saranno applicate nel Server di Concetto.

## Formati
Attualmente si stanno considerando una serie di formati per rappresentare il Server di Concetto AOS. Il primo passo verso la realizzazione del Server di Concetto di AGROVOC è la rappresentazione del thesaurus AGROVOC in formati basati su RDF che aumentino l'interoperabilità del thesaurus e siano serializzati per il Web.
È stato sviluppato un modello intero nell'Ontology Web Language (OWL-Linguaggio Web delle Ontologie) che servirà come base per il Server di Concetto. Si tratta di un modello in cui concetti, termini e stringhe, come anche le relazioni tra questi, sono ben definiti. Lo sviluppo della terminologia avverrà direttamente nel sistema basato su OWL.
In aggiunta saranno resi disponibili altri formati come SKOS, RDFS, TBX o il semplice testo Tag.

## AOS ed il Web Semantico
Relativamente all'iniziativa del Web Semantico, AOS mira ad:
- Aumentare l'efficienza e la consistenza con cui le risorse agricole multilingue sono descritte ed associate tra loro;
- Incrementare la funzionalità e la rilevanza nell'accesso alle risorse; e a
- Fornire una struttura per condividere descrizioni, definizioni e relazioni comuni nell'ambito della comunità agricola.